# Liyamayi
Liyamayi dayi — вид ссавців родини Thylacomyidae, відомий за скам'янілості, розташованим у районі Всесвітньої спадщини Ріверслі на північному сході Австралії. Було визначено, що зразкам приблизно п'ятнадцять мільйонів років, переглядаючи найдавніші відомості про цей родовід білбових від тих видів, які існували приблизно десять мільйонів років пізніше.

## Опис
Рід, відомий одним видом, Liyamayi dayi, визнаний раннім представником лінії тилакомід, яка відокремлена від Chaeropodidae, родини, представленої сучасними свинолапими бандикутами Chaeropus, і родини Peramelidae сучасних бандикутів. Приблизно маса тіла варіюється від 650 грамів до менше одного кілограма. Голотип і єдиний відомий зразок — це ділянка правої верхньої щелепи тварини із залишковими ознаками неушкоджених молярів M1–M3 і альвеол четвертого моляра.

## Поширення і середовище проживання
Поширення Liyamayi dayi обмежене Ріверслеєм, територією, багатою серією добре збережених викопних ссавців. Єдиним відомим місцем знаходження зразків є Рікс-Соусейд Сайт у Ріверслі, погано вивчене місце, яке, ймовірно, належить до середнього міоцену, фауністична зона C Ріверслея приблизно 15 млн років тому, на той час частина вологого тропічного лісу, який панував у районі Ріверслея. Фауна, виявлена на тому ж місці, підтверджує існування місцевого вологого тропічного лісу. Знаходження доказів походження, відомого з інших місць і, як вважають, диверсифіковане в інших регіонах, означає, що вони утверджувалися в регіоні, оскільки місцева екологія реагувала на більш сухий клімат.